# Deuterodiscoelius insignis
Deuterodiscoelius insignis är en stekelart som först beskrevs av Henri Saussure 1856.  Deuterodiscoelius insignis ingår i släktet Deuterodiscoelius och familjen Eumenidae. Inga underarter finns listade i Catalogue of Life.